# Charlie Daniels (album)
| Recensione | Giudizio |
| ---------- | -------- |
| AllMusic   |          |

Charlie Daniels è il primo album a nome di Charlie Daniels, pubblicato dalla Capitol Records. La data di pubblicazione è incerta: alcune fonti riportano il 1970 (come le note di retrocopertina della ristampa su CD della Koch Records, KDC-CD-8252), altre il 1971.

## Il disco
Già veterano sessionman, avendo infatti partecipato a numerosi album, come per esempio, Nashville Skyline di Bob Dylan, Charlie Daniels arriva al suo debutto come solista, tra i musicisti che parteciparono alla registrazione dell'album, da segnalare il bassista Tim Drummond ed il batterista Karl Himmel.

## Tracce
Brani composti da Charlie Daniels, eccetto dove indicato.
Lato A
1. Great Big Bunches of Love – 3:23
2. Little Boy Blue – 4:10
3. Ain't No Way – 3:25
4. Don't Let Your Man Find Out – 3:00
5. Trudy – 3:50

Durata totale: 17:48
Lato B
1. Long Long Way (Back Home) – 4:00
2. Georgia – 4:15
3. The Pope and the Dope – 2:15
4. Life Goes On – 2:00 (Jerry Corbitt)
5. Thirty Nine Miles from Mobile – 6:00

Durata totale: 18:30

## Musicisti
- Charlie Daniels - voce, chitarre
- Ben Keith - chitarra slide, chitarra steel
- Jerry Corbitt - armonie vocali, chitarre
- Bob Wilson - tastiere
- Tim Drummond - basso
- Billy Cox - basso
- Karl Himmel - batteria
- Jeffrey (Wolfman) Myer - batteria

Note aggiuntive
- Jerry Corbitt - produttore (per la Sir Charles Productions in associazione con l'Asylum Productions)
- Registrato al Woodland Sound Studios di Nashville, Tennessee
- Ernie Winfrey - ingegnere della registrazione
- Rex Collier - ingegnere della registrazione
- Richie Schmitt - ingegnere al remixaggio